# Första Kungaboken
Första Kungaboken, i gamla översättningar Första Konungaboken, är en bok i judendomens Neviim ("profeterna") och kristendomens Gamla Testamente. Boken utgör första delen av det som tillsammans med Andra Kungaboken ursprungligen var en bok och som i stora stycken behandlar samma personer och händelser som Andra Krönikeboken.
Första Kungaboken behandlar tiden närmast efter kung Davids död. Efter strider om tronföljden blir Salomo kung, och under hans regeringstid byggs det första judiska templet i Jerusalem. Efter Salomos död utbryter inbördeskrig och det Israelitiska riket och folket splittras.
Första Kungaboken beskriver också profeten Elias liv och hans kamp mot avgudadyrkan.